# Угай, Яков Александрович
Яков Александрович Уга́й (1921—2007) — советский и российский химик, специалист по химии полупроводников, автор учебников по общей и неорганической химии.

## Биография
Родился 20 сентября 1921 года в Хабаровске в корейской семье.
В 1944 году окончил химический факультет Казахского госуниверситета.
С 1944 года — ассистент (работал под руководством Заборовского Михаила Геннадьевича), доцент, профессор, заведующий (1965—1989) кафедрой общей и неорганической химии Воронежского государственного университета (в 1962—1965 годах — кафедра химии полупроводников).
Научный руководитель и глава воронежской школы химиков-неоргаников. Основные труды посвящены химии полупроводников, фундаментальному материаловедению микро- и наноэлектроники, процессам в объёме и на поверхности полупроводников.
Автор свыше 500 работ, среди них книги «Введение в химию полупроводников» (М., 1965; 1975), «Общая химия» (М., 1984), «Неорганическая химия» (М., 1989), «Общая и неорганическая химия» (М, 1997).
Умер 4 мая 2007 года. Похоронен в Воронеже на Коминтерновском кладбище.

## Признание
- Государственная премия СССР (1981) — за цикл исследований по химической термодинамике полупроводников.
- заслуженный деятель науки РСФСР (1991).
- орден Дружбы народов.
- Почётный гражданин Воронежа (1995).[1]